# Gerardo Villalonga Hellín

Bischofswappen von Gerardo Villalonga Hellín

Gerardo Villalonga Hellín (* 29. April 1958 in Maó) ist ein spanischer Geistlicher und römisch-katholischer Bischof von Menorca.

## Leben
Gerardo Villalonga Hellín empfing am 29. September 1985 das Sakrament der Priesterweihe für das Bistum Menorca.
Nach weiteren Studien an der Päpstlichen Universität Gregoriana erwarb er das Lizenziat in Kanonischem Recht. Neben verschiedenen Aufgaben in der Pfarrseelsorge war er von 1993 bis 2013 Offizial des Bistums Menorca. Ab 2005 gehörte er dem Domkapitel an und war dessen Dekan. Von 2005 bis 2016 war er zudem Dompfarrer der Kathedrale Santa Maria de Ciutadella. Von 2011 bis 2015 und erneut von 2017 bis 2021 war er Generalvikar des Bistums sowie ab 2017 erneut Offizial. Ab Januar 2022 war er Diözesanadministrator des Bistums.
Am 14. Februar 2023 ernannte ihn Papst Franziskus zum Bischof von Menorca. Der Apostolische Nuntius in Spanien, Erzbischof Bernardito Cleopas Auza, spendete ihm am 22. April desselben Jahres in der Kathedrale Santa Maria de Ciutadella die Bischofsweihe. Mitkonsekratoren waren der Erzbischof von Valencia, Enrique Benavent Vidal, sowie sein Amtsvorgänger und Bischof von Solsona, Francisco Simón Conesa Ferrer.